# Taratata
Taratata è stato un programma televisivo italiano di genere musicale andato in onda su Rai 1 dal 1998 al 2001, basato sull'omonimo format francese andato in onda dal 1993 al 2013 (poi tornato nel 2015 come Taratata 100% Live). È stato condotto per la prima edizione da Enrico Silvestrin, per la seconda edizione di nuovo da Silvestrin con la collaborazione di Marco Morandi, mentre per le seguenti da Vincenzo Mollica e Natasha Stefanenko.

## Il programma
Il programma ospitava grandi artisti italiani e internazionali che si esibivano dal vivo. In ogni puntata l'ospite principale era affiancato da personaggi del mondo dello sport, del cinema e dello spettacolo che hanno con lui una certa affinità e amicizia. Insieme davano vita a divertenti duetti e simpatiche performance. L'intento del programma era anche quello di scavare nella psicologia e nella personalità degli artisti facendone scaturire aspetti inediti. Spazio c'era anche alla classifica italiana, inglese e americana. Venivano inoltre presentate le novità discografiche del momento e i cinque dischi scelti dal programma. Andava in onda dal PalaDozza di Bologna per le prime due edizioni e dallo studio TV1 di Mirabilandia per la terza e la quarta edizione.

## Edizioni

### Prima edizione (1998-1999)
La prima edizione del programma è andata in onda dal 6 ottobre 1998 al 3 gennaio 1999 per tredici appuntamenti in seconda serata, prima al martedì e poi alla domenica. È stata condotta da Enrico Silvestrin con la regia di Cesare Pierleoni.
Il programma era trasmesso in contemporanea da Radio 2 con la collaborazione di Rosanna Cacio e Alberto Castelli. I due conduttori stabilivano un contatto con gli ascoltatori già dal pomeriggio attraverso interviste ai ragazzi che affluivano al palasport e brevi cronache dal backstage dei musicisti.
Ogni puntata aveva un tema diverso. Tra gli ospiti che hanno partecipato al programma, ci sono: Claudio Baglioni, Lucio Dalla, Carlos Santana, Elio e le Storie Tese, Elisa, Pras Michel, Articolo 31, Ligabue, Black Crowes, Vasco Rossi, Zucchero Fornaciari, Sheryl Crow, Lionel Richie, Gianna Nannini, Carmen Consoli, Giorgia, Angelo Branduardi, Alice, Madonna, Luca Carboni, Raf, Max Gazzè e altri.

### Seconda edizione (1999)
La seconda edizione del programma è andata in onda dal 19 marzo al 28 maggio 1999 per dieci puntate in seconda serata, al venerdì. È stata condotta nuovamente da Enrico Silvestrin, quest'anno con la collaborazione di Marco Morandi. Regia di Cesare Pierleoni.
Quell'anno si puntava anche sulle nuove realtà della musica. Lo spazio a loro dedicato è T.P.S. - acronimo di "Trovati Per Strada", da un'idea di Lucio Dalla per sottolineare lo spirito di talent-scout che è parte integrante dell'impostazione generale di un programma che vuole porsi quale punto di riferimento per tutta la musica di qualità. Tocca a Marco Morandi - new entry di Taratata - presentare tutte le settimane i T.P.S., oltre a collaborare con la squadra di RadioRAI che si rafforzò di una terza presenza oltre alle voci ufficiali di Rosanna Cacio e Alberto Castelli. Trasmissione radiofonica a cura di Fabio Cioffi.
Gli ospiti di quest'edizione sono stati, tra gli altri: Biagio Antonacci, Gianluca Grignani, Alex Britti e, fra le band, i R.E.M., i Blur e i Cranberries.

### Terza edizione (1999-2000)
La terza edizione, in onda da domenica 21 novembre 1999 a martedì 7 marzo 2000 per nove puntate, vede il cambio di conduzione da Silvestrin e Marco Morandi a Natasha Stefanenko e Vincenzo Mollica. La trasmissione non va più in onda dal PalaDozza di Bologna, ma dallo studio TV1 di Mirabilandia. La trasmissione veniva replicata il sabato pomeriggio alle ore 14.45, sempre su Rai 1. Gli ospiti della prima puntata furono Antonello Venditti, Sabrina Ferilli e Nicola Piovani con l'aggiunta di un'intervista registrata a Roberto Benigni, Paolo Conte e Dario Fo. Nelle successive emissioni si susseguirono Lucio Dalla, Elio e le Storie Tese, Raffaella Carrà, Jovanotti con Jarabedepalo, Dori Ghezzi (per un tributo a Fabrizio De Andrè, che era da pochi mesi scomparso), Loredana Bertè, New Trolls, Beppe Barra, Alex Britti, i R.E.M., Silvia Salemi, gli Skunk Anansie, Max Gazzè, i Kula Shaker e le interviste registrate a Celine Dion, Jennifer Lopez, Barbra Streisand, Renato Zero e Massimiliano Pani. Regia di Cesare Pierleoni.
Dal 9 luglio al 23 settembre 2000 andò in onda "Taratatà Estate", striscia di 11 puntate che riproponeva le migliori edizioni della stagione da poco conclusa.

### Quarta edizione (2000-2001)
La quarta e ultima edizione andò in onda di martedì dal 10 ottobre 2000 al 17 aprile 2001 sempre su Rai1 e sempre condotta dalla coppia Stefanenko/Mollica nuovamente dallo studio TV1 di Mirabilandia. Orario di messa in onda le 23.30 per 14 puntate. Regia di Cesare Pierleoni. La prima puntata, un prologo alla serie, vide le testimonianze registrate di Jennifer Lopez, Antonio Albanese, Lucio Dalla, Ray Charles, Michelle Pfeiffer, Clint Eastwood, Tom Cruise, Richard Gere, Harrison Ford e Woody Allen mentre ad esibirsi sul palco furono i Gazosa - teen band all'epoca in voga - e i Gemelli Ruggeri.
Nelle successive puntate si susseguirono Peppino Di Capri, Dino, Fausto Leali, Edoardo Bennato, Gino Paoli, Giorgio Panariello, Fernanda Pivano, Enzo Jannacci, Vinicio Capossela, Samuele Bersani, Tiromancino e Morcheeba.